# بول نغيلي
بول نغيلي (ولد في 26 يونيو 1888 - توفي في 13 يناير 1953) كان عالم بلوراتسويسري الجنسية والذي أصبح الرائد في مجال دراسة البلورات بالأشعة السينية.
نغيلي ولد في زوفينجن ودرس فيالمعهد الفدرالي السويسري للتكنولوجيا في زيورخ وفي جامعة زيورخ، حيث نال الدكتوراه فيها. كتابه من 1919 المُسمي "البلورات الهندسية للديسكونتوم - Geometrische Kristallographie des Diskontinuums"، والذي لعب دوراً كبيراً في ظهور نظريةالزمرة الفراغية. في كتابه أكد نيغلي ان في حالات انعكاس الأشعة السينية لا تميز دائماً بشكل دقيق المجموعة الفراغية التي تنتمي إليها البلورات، ولكنها تكشف عدد بسيط من احتمالات وجودها ضمن مجموعة فراغية. نيغلي استخدم الطرق الشكلية في حساب الهيكل الداخلي للبلورات، وفي كتابه من عام 1928 المُسمي "المفاهيم النظرية البلورية والهيكلية - Kristallographische und Strukturtheoretische Grundbegriffe"، أخذ ما يشكل أساسياً العملية العكسية في التوصيل بين الشبكة الفراغية وبين الكريستال الخارجي التشكل. الهدف الأهم في حياته كان دمج مجال علوم الأرض كمجال واحد.
دورسوم نيغلي (Dorsum Niggli) علي القمر سُمي تيمناً به.

## روابط خارجية
- بول نغيلي على موقع الموسوعة البريطانية (الإنجليزية)